# 개리 몽크
개리 앨런 몽크(영어: Garry Alan Monk, 1979년 3월 6일 ~ )는 잉글랜드의 축구 감독이다. 13/14시즌 2월 라우드럽 감독 경질 후 감독 대행을 맡다 5월 정식 감독으로 승격하였다. 상대적으로 젊은 나이에 감독이 되었지만 나이에 비해 아주 안정적인 지도, 코칭을 보여주어 스완지 시티를 상승세로 이끌었다. 선수 시절대는 센터백으로 뛰었다.
14/15시즌 놀라운 지도력으로 스완지 최다승점 기록을 세웠다.
15/16시즌 8월 맨체스터 유나이티드전 승리 이후 급격한 하락세를 보이며 12월 리그 17위로 강등권 위기에 직면하자 경질되었다.
이후 2016년 6월 2일 리즈 유나이티드 FC 감독으로 임명되었다.